# Kreuzdachbildstock (Wollbach, Nähe Premicher Straße)

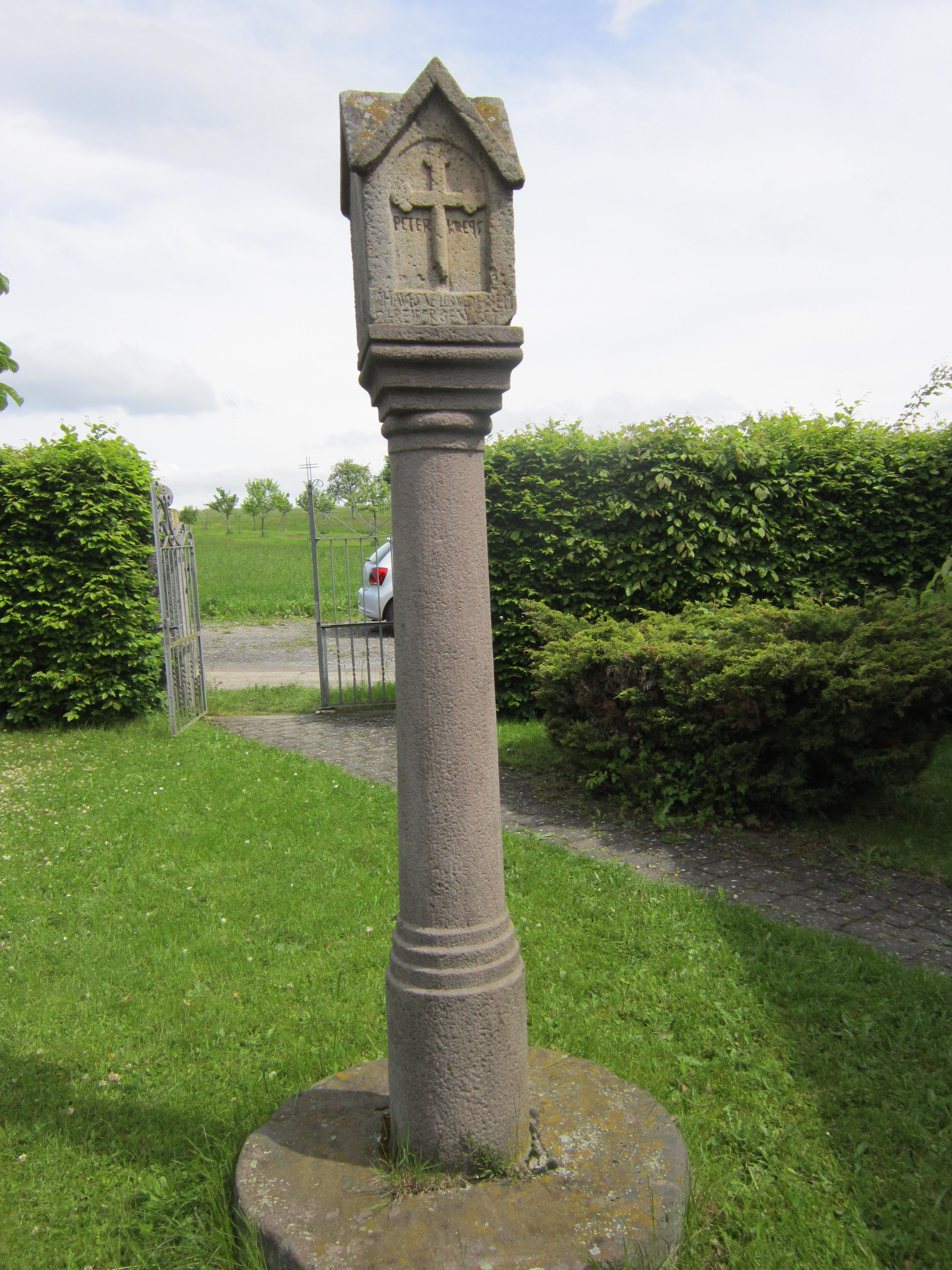
Kreuzdachbildstock in Wollbach, Nähe Premicher Straße

Das Flurdenkmal Kreuzdachbildstock Nähe Premicher Straße gehört zur Sieben-Schmerz-Kapelle in Wollbach, einem Gemeindeteil des Marktes Burkardroth im unterfränkischen Landkreis Bad Kissingen.
Der Bildstock gehört zu den Baudenkmälern von Burkardroth und ist unter der Nummer D-6-72-117-127 in der Bayerischen Denkmalliste registriert.

## Beschreibung
Der etwa 215 cm hohe Kreuzdachbildstock besteht aus Sandstein und entstand im Jahr 1610.
Der Kreuzhausbildstock besteht aus einem Mühlradfundament mit einem Durchmesser von 90 cm mit eingelassener Rundsäule und darauf einem Kreuzdachhaus. Der 37 cm hohe Rundsäulensockel hat an der Basis einen Durchmesser von 28 cm, ist viermal verjüngt und mit Ringen von 3 cm Höhe abgetreppt. Die Säule hat unten einen Durchmesser von 20 cm und oben von 18 cm und ist abgeschlossen durch einen Kapitellring (2,5 cm) und Kapitellwulst (3 cm). Die Höhe der Säule mit Sockel und Schaft beträgt 152 cm. Das Kreuzdachhaus besteht aus einer Konsole (15 cm) mit auskragender Platte I, Platte II (22 cm) und Wulst (28 cm). Das 47 cm hohe Dachhaus hat einen Querschnitt von 27 cm × 27 cm.
Die Kreuzdachhauszier besteht aus:
a) Schauseite mit Bogenbildfeld: Kleeblattkreuz im Flachrelief; links vom Stamm unter dem Balken in lateinischen Großbuchstaben: „PETER“, rechts vom Schaft: „KREBS“. Der Untertext der Schauseite lautet:

„JOHANNES VELL ZV DER ZEIT

SCHREIBER GEWEST“

b) Rechts befindet sich die  Inschrift:

„ANO

DOMINI

1610

MICHAEL WEISSENSEEL

GENANT HAT DIESN PIL

STOK TAHER GESANT

WERE FÜRÜBR WANT

DER SAGE GOTT LOB VNT

TANK. DABEI SOL GELES

EN WERT. TAS EVANG

ELIUM GESANG“

c) Die Rückseite ist leer.